# Agabus galamensis
Agabus galamensis är en skalbaggsart som beskrevs av Nilsson 1992. Agabus galamensis ingår i släktet Agabus och familjen dykare. Inga underarter finns listade i Catalogue of Life.